# RRNA (adenosina-2'-O-)-metiltransferasi
La rRNA (adenosina-2'-O-)-metiltransferasi è un enzima appartenente alla classe delle transferasi, che catalizza la seguente reazione:
S-adenosil-L-metionina + rRNA ⇄ S-adenosil-L-omocisteina + rRNA contenente un singolo residuo di 2′-O-metiladenosina